# J.C.スルバラン
フアン・カルロス・アントニオ・スルバラン（Juan Carlos Antonio Sulbaran、1989年11月9日 - ）は、オランダ領アンティルのキュラソー島ウィレムスタット出身のプロ野球選手（投手）。

## 経歴

### プロ入り前
2006年にアメリカ合衆国のアメリカン・ヘリテッジ高等学校へ野球留学しに行く。

### プロ入りとレッズ傘下時代
2008年のMLBドラフトでシンシナティ・レッズからドラフト30巡目指名された。8月14日に50万ドルで契約を結びプロ入りを果たした。さらに、第24回ハーレムベースボールウィークのオランダ領アンティル代表に選出された。
2009年開幕前の3月に開催された第2回WBCのオランダ代表に選出された。
シーズンでは傘下Aのデイトン・ドラゴンズでプレーした。21試合に先発登板し、5勝5負、防御率5.24、100奪三振を記録した。
2010年も傘下Aのデイトンでプレーした。16試合(15試合で先発)登板し、4勝6負、防御率4.99、83奪三振を記録した。
2011年は傘下アドバンスAのベーカーズフィールド・ブレイズでプレーした。26試合に先発登板し、9勝6負、防御率4.60、155奪三振を記録した。
オフの9月20日に第39回IBAFワールドカップのオランダ代表に選出された。同大会ではヨーロッパの国としては、1938年大会のイギリス代表以来73年ぶりの優勝を果たした。この栄誉を称えて代表24人全員に「サー」の爵位が贈られ、スルバランにも贈られた。
2012年は開幕を傘下AAのペンサコーラ・ブルーワフーズで迎えた。同チームでは19試合に先発登板し、7勝7負、防御率4.04、11奪三振を記録した。

### ロイヤルズ傘下時代
2012年7月31日にジョナサン・ブロクストンとのトレードでカンザスシティ・ロイヤルズへ移籍した。
移籍後は傘下AAのノースウエストアーカンソー・ナチュラルズへ異動した。同チームでは6試合に先発登板し、0勝4負、防御率7.62、24奪三振を記録した。
オフにはアリゾナ・フォールリーグへ派遣され、サプライズ・サグアロズでプレーした。同チームでは1試合に先発登板した。
2013年は開幕を傘下AAのノースウエストアーカンソーで迎えた。同チームでは25試合(2試合で先発)登板し、1勝4負、防御率6.99、26奪三振を記録した。その後、傘下アドバンスAのウィルミントン・ブルーロックスでプレーした。同チームでは8試合に先発登板し、1勝3負、防御率5.03、29奪三振を記録した。
2014年も開幕を傘下AAのノースウエストアーカンソーで迎えた。25試合(23試合で先発)登板し、8勝10負、防御率3.25、116奪三振を記録した。
オフの9月2日に第1回フランス国際野球大会のオランダ代表に選出された。同大会でオランダ代表は初代優勝国となった。
大会終了後の12日に第33回ヨーロッパ野球選手権大会のオランダ代表が発表されたが、MLBとの都合上メンバーには選出されていない。
2015年オフの10月12日に第1回WBSCプレミア12のオランダ代表候補選手36名に選出され、10月20日に第1回WBSCプレミア12のオランダ代表選手28名に選出された。
2016年オフの10月26日に日本代表との強化試合のオランダ代表に選出された。
2017年開幕前の2月7日に同年のアメリカ遠征のオランダ代表に選出された。2月9日に第4回WBCのオランダ代表に選出され、2大会ぶり2度目の選出を果たした。

## 詳細情報

### オリンピックでの投手成績
| 年 度 | 代 表    | 登 板 | 先 発 | 勝 利 | 敗 戦 | セ ｜ ブ | 打 者 | 投 球 回 | 被 安 打 | 被 本 塁 打 | 与 四 球 | 敬 遠 | 与 死 球 | 奪 三 振 | 暴 投 | ボ ｜ ク | 失 点 | 自 責 点 | 防 御 率 |
| ----- | -------- | ----- | ----- | ----- | ----- | -------- | ----- | -------- | -------- | ----------- | -------- | ----- | -------- | -------- | ----- | -------- | ----- | -------- | -------- |
| 2008  | オランダ | 1     | 1     | 0     | 1     | 0        | --    | 4.2      | 4        | 0           | 3        | 0     | 3        | 6        | 1     | 0        | 5     | 2        | 3.86     |

### WBCでの投手成績
| 年 度 | 代 表    | 登 板 | 先 発 | 勝 利 | 敗 戦 | セ ｜ ブ | 打 者 | 投 球 回 | 被 安 打 | 被 本 塁 打 | 与 四 球 | 敬 遠 | 与 死 球 | 奪 三 振 | 暴 投 | ボ ｜ ク | 失 点 | 自 責 点 | 防 御 率 |
| ----- | -------- | ----- | ----- | ----- | ----- | -------- | ----- | -------- | -------- | ----------- | -------- | ----- | -------- | -------- | ----- | -------- | ----- | -------- | -------- |
| 2009  | オランダ | 2     | 0     | 0     | 0     | 0        | 15    | 2.2      | 5        | 0           | 1        | 0     | 1        | 2        | 0     | 0        | 3     | 3        | 10.13    |
| 2017  | オランダ | 2     | 0     | 0     | 0     | 0        | 18    | 3.1      | 4        | 0           | 4        | 0     | 0        | 2        | 0     | 0        | 1     | 1        | 2.70     |
| 2023  | オランダ | 1     | 0     | 0     | 0     | 0        | 6     | 2.0      | 0        | 0           | 0        | 0     | 1        | 1        | 0     | 0        | 0     | 0        | 0.00     |

### WBSCプレミア12での投手成績
| 年 度 | 代 表    | 登 板 | 先 発 | 勝 利 | 敗 戦 | セ ｜ ブ | 打 者 | 投 球 回 | 被 安 打 | 被 本 塁 打 | 与 四 球 | 敬 遠 | 与 死 球 | 奪 三 振 | 暴 投 | ボ ｜ ク | 失 点 | 自 責 点 | 防 御 率 |
| ----- | -------- | ----- | ----- | ----- | ----- | -------- | ----- | -------- | -------- | ----------- | -------- | ----- | -------- | -------- | ----- | -------- | ----- | -------- | -------- |
| 2015  | オランダ | 2     | 0     | 0     | 1     | 0        | 13    | 3.1      | 3        | 1           | 0        | 0     | 0        | 3        | 0     | 0        | 2     | 2        | 5.40     |
| 2019  | オランダ | 1     | 0     | 0     | 0     | 0        | 4     | 1.0      | 1        | 0           | 0        | 0     | 0        | 0        | 0     | 0        | 0     | 0        | 0.00     |

### 代表歴
アンティル代表
- 2008 ハーレムベースボールウィーク オランダ領アンティル代表

オランダ代表
- 2009 ワールド・ベースボール・クラシック・オランダ代表
- 2011 IBAFワールドカップ オランダ代表
- 2014年フランス国際野球大会オランダ代表
- 2015 WBSCプレミア12 オランダ代表
- 2017 ワールド・ベースボール・クラシック・オランダ代表
- 2019年ヨーロッパ野球選手権大会オランダ代表
- 2019 WBSCプレミア12 オランダ代表
- 2023 ワールド・ベースボール・クラシック・オランダ代表